# Kume no Wakame
Kume no Wakame est un nom japonais traditionnel ; le nom de famille (ou le nom d'école), Kume, précède donc le prénom (ou le nom d'artiste).
Kume no Wakame (久米 若女 ou 久米 若売, morte le 30 juillet 780) est une muraji japonaise, mère de Fujiwara no Momokawa dont la fille sera l'impératrice (à titre posthume) de l'empereur Heizei, 51e empereur du Japon. Elle épouse Fujiwara no Umakai qui meurt en 737, cinq ans après la naissance de Momokawa.
En mars de l'ère Tenpyō 11 (739), elle a une relation avec Isonokami no Otsumaro à la suite de quoi elle est envoyée dans la province de Shimōsa. Le scandale causé entraîne la perte par Isonokami de son statut et de son influence. En juin de l'ère Tenpyō 12 (740), elle est convoquée à Kyoto] où elle se voit offrir l'amnistie et nommée au rang de jugoi (従五位) au sein de la cour impériale. Elle est finalement élevée au rang de jushii (従四位) avant de mourir en juin de l'ère Hōki 11, (780).
Entre 733 et 741, elle échange des poèmes avec Atsumi no Ōkimi sous le nom de Kume no Jorō (久米 女郎, lit. « la prostituée de Kume »). Ces poèmes se trouvent dans le huitième volume du Man'yōshū.